# Карпов, Сергей Фёдорович
Сергей Фёдорович Карпов (1912—1943) — советский офицер, участник Великой Отечественной войны. Герой Советского Союза (1943). Майор Рабоче-крестьянской Красной Армии.

## Биография
Сергей Карпов родился 5 октября 1912 года в Туле. Окончил семь классов школы, школу фабрично-заводского ученичества и исторический факультет университета. В 1936—1939 годах находился на комсомольских, в 1939—1941 годах — на партийных должностях в Тульском областном комитете ВКП(б). В 1941 году Карпов был призван на службу в Рабоче-крестьянскую Красную Армию. С того же года — на фронтах Великой Отечественной войны. К сентябрю 1943 года майор Сергей Карпов был заместителем по политчасти командира 498-го стрелкового полка 132-й стрелковой дивизии 77-го стрелкового корпуса 60-й армии Центрального фронта. Отличился во время битвы за Днепр.
25 сентября 1943 года Карпов, возглавив передовой отряд, переправился через Днепр к юго-западу от села Староглыбов Козелецкого района Черниговской области Украинской ССР и принял активное участие в боях за захват и удержание плацдарма на его западном берегу. 26 сентября 1943 года он погиб в бою. Похоронен на Всехсвятском кладбище Тулы.

Могила С. Ф. Карпова на Всехсвятском кладбище.

Указом Президиума Верховного Совета СССР от 17 октября 1943 года за «мужество, отвагу и героизм, проявленные на фронте борьбы с немецкими захватчиками», майор Сергей Карпов посмертно был удостоен высокого звания Героя Советского Союза. Также бы награждён орденами Ленина, Отечественной войны 2-й степени, Красной Звезды.

## Память
В честь Карпова названа улица в Туле.